# London '66–'67
London '66–'67 je EP britské skupiny Pink Floyd. Vydáno bylo v září 1995 (viz 1995 v hudbě).
Nahrávka zachycuje kapelu v jejím nejranějším období, na začátku roku 1967, kdy byl hlavním frontmanem skupiny kytarista, zpěvák a skladatel Syd Barrett, který Pink Floyd vedl do oblasti psychedelického rocku. EP obsahuje dvě instrumentální skladby, „Interstellar Overdrive“ a „Nick's Boogie“, které Pink Floyd nahráli pro film Tonite Let's All Make Love in London, k němuž byl později vydán i soundtrack. Na původním soundtracku ale byly použity pouze úryvky z „Interstellar Overdrive“. Obě skladby se dočkaly svého oficiálního vydání až na reedici desky v roce 1991 a později i na EP London '66–'67, které vyšlo v roce 1995.
Skladby „Interstellar Overdrive“ a „Nick's Boogie“ z ledna 1967 jsou nejstaršími oficiálně a komerčně dostupnými nahrávkami Pink Floyd.
V roce 2005 vyšlo DVD s videozáznamem pořízeným na koncertech „14 Hour Technicolour Dream“ a v klubu UFO (jaro 1967), jenž je doplněn zvukovým záznamem z ledna 1967. DVD obsahuje kromě obou skladeb i čtyři interview (např. s Mickem Jaggerem či Michaelem Cainem) a další bonusy.

## Seznam skladeb
| Pořadí         | Název                  | Autor                          | Délka |
| -------------- | ---------------------- | ------------------------------ | ----- |
| 1.             | Interstellar Overdrive | Barrett, Waters, Wright, Mason | 16:40 |
| 2.             | Nick's Boogie          | Barrett, Waters, Wright, Mason | 11:50 |
| Celková délka: | Celková délka:         | Celková délka:                 | 28:30 |

## Obsazení
- Pink Floyd:
  - Syd Barrett – elektrická kytara
  - Roger Waters – baskytara
  - Rick Wright – varhany Farfisa
  - Nick Mason – bicí, perkuse